# Let Us Prey (film)
Let Us Prey è un film horror del 2014 diretto da Brian O'Malley e scritto da Fiona Watson e David Cairns.

## Trama
Un uomo misterioso fa la sua comparsa in una remota stazione di polizia scozzese e pian piano prende il controllo delle menti di chi gli è intorno, tanto prigionieri quanto poliziotti, tra i quali nascono conflitti che presto degenerano. La poliziotta Rachel Heggie dovrà fermare il male innescato dall'enigmatico personaggio.

## Accoglienza
Sul sito Rotten Tomatoes, il film detiene l'83% dei pareri positivi su un totale di 12 recensioni. Tara Brady del quotidiano irlandese The Irish Times lo ha valutato con 3/5 stelle. Andrew Marshall della rivista britannica di fantascienza Starburst ha attribuito al film il massimo dei voti per il suo "perfetto equilibrio tra suspense, violenza, umorismo, trama e azione".